# 제권판결
제권판결(除權判決)이란 공시최고절차에서 공시최고신청인의 신청에 의하여 법원이 하는 실권선언을 말한다.

## 주권에 대한 제권판결
주권에 대한 제권판결은 주주는 주권을 도난, 분실 등으로 상실한 경우에 공시최고절차를 통해 판결을 얻음으로써 상실된 주권을 무효로 한 다음 회사에 대하여 주권의 재발행을 청구할 수 있는 것을 말한다.

### 효력

##### 소극적 효력
이는 당해 증서(주권)를 무효로 하는 효력으로서 주권도 제권판결에 의해 효력을 상실한다. 따라서 제권판결 이후에 주권을 선의취득한 경우에는 그 취득자가 보호받을 수 없다

##### 적극적 효력
원래의 증서의 소지자가 제권판결을 취득하면 증서(주권)없이도 증서에 의한 권리(주주권)를 주장할 수 있게 되는 효력을 말한다.

## 판례
- 약속어음의 발행인이 그 어음을 타인이 교부받아 소지하고 있는 사실을 알면서도 허위의 분실사유를 들어 공시최고신청을 하고 이에 따라 법원으로부터 제권판결을 받았다면, 특별한 사정이 없는 한 원인관계상의 채무가 존속하고 있더라도 사위의 방법으로 얻어낸 제권판결로 어음채무를 면하게 된 때 대하여 사기죄가 성립한다.[4]

- 회사가 주주의 주권을 보관하던 중 분실한 경우라도 주주는 제권판결이 없는 이상 회사에 대하여 주권의 재발행을 청구할 수 없다.[5]

- 제권판결에 대한 불복의 소는 그 성격상 확정판결의 취소를 구하는 형성의 소이다.[6]

- 제권판결이 있은 후에는 수표의 소지인은 그 권리를 행사할 수는 없지만 이득상환청구권은 발생한다.[7]

- 아파트 임차권의 양도를 위임받은 자가 그 양도대금으로 받은 수표에 대하여 제권판결을 받은 후 그 금액을 수령한 경우 다른 특별한 사정이 있는 것으로 인정되지 않은 이상 그 수표금은 수임인이 아파트의 임차권의 양도라는 수임사무의 처리와 관련하여 취득한 것이므로 수임인은 그 금원을 위임인에게 반환하여야 한다[8]